# Tobias Storm
Tobias Storm (født 4. juli 2004) er en dansk fodboldspiller, der spiller som højreback eller midtbanespiller for den danske Superliga-klub Lyngby Boldklub.

## Klubkarriere

### Lyngby Boldklub
Storm er født og opvokset i Hørsholm hvor han også spillede som ung i den lokale klub, Hørsholm-Usserød Idrætsklub. Senere skiftede han til Lyngby Boldklub som U13-spiller, hvor han kom på klubbens akademi.
Allerede som 17-årig begyndte Storm at træne med Lyngbys førsteholdstrup. Den 1. september 2021 fik Storm sin officielle debut for Lyngby i en pokalkamp mod Tårnby FF.
I august 2022 underskrev Storm sin første professionelle kontrakt med Lyngby indtil juni 2026, hvor han også permanent rykkede op til førsteholdstruppen. Senere samme måned fik Storm også sin debut i den danske Superliga mod Viborg FF.

## Eksterne links
- Tobias Storm profil på Soccerway

- Tobias Storm i DBU's Landsholdsdatabase